# Demonax nawatai
Demonax nawatai là một loài bọ cánh cứng trong họ Cerambycidae.